# گمینا پروشوویتسه
گمینا پروشوویتسه (به لهستانی:  Gmina Proszowice) یک گمینا در لهستان است که در شهرستان پروشوویتسه واقع شده‌است. گمینا پروشوویتسه ۹۹٫۷۸ کیلومتر مربع مساحت و ۱۶٬۱۸۸ نفر جمعیت دارد.